# DeQuan Jones
DeQuan Jones (Stone Mountain, Georgia; 20 de enero de 1990) es un jugador de baloncesto estadounidense que pertenece a la plantilla del Nishinomiya Storks de la B.League  japonesa. Con 2,03 metros de estatura, juega en la posición de alero.

## Trayectoria deportiva

### Universidad
Jugó durante cuatro temporadas con los Hurricanes de la Universidad de Miami, en las que promedió 4,6 puntos y 2,4 rebotes por partido.

### Profesional
Tras no ser elegido en el Draft de la NBA de 2012, se unió a los entrenamientos de los Orlando Magic, quienes finalmente lo incluyeron en la plantilla definitiva. Jugó una temporada como suplente de Maurice Harkless, en la que promedió 3,7 puntos y 1,7 rebotes por partido.
En septiembre de 2013 se unió a los entrenamientos de los Sacramento Kings, pero fue despedido antes del comienzo de la temporada. Pasó posteriormente a formar parte del equipo afiliado de la NBA D-League de los Reno Bighorns.
En julio de 2014 firmó por el histórico Acqua Vitasnella Cantù italiano.
[actualizar]

## Estadísticas de su carrera en la NBA

### Temporada regular
| Año     | Equipo  | PJ | PT | MPP  | %TC  | %3P  | %TL  | RPP | APP | ROB | TPP | PPP |
| ------- | ------- | -- | -- | ---- | ---- | ---- | ---- | --- | --- | --- | --- | --- |
| 2012-13 | Orlando | 63 | 17 | 12.7 | .436 | .257 | .667 | 1.7 | .3  | .9  | .3  | 3.7 |
| Total   | Total   | 63 | 17 | 12.7 | .436 | .257 | .667 | 1.7 | .3  | .9  | .3  | 3.7 |